# Hrabstwo Kings (Wyspa Księcia Edwarda)
Hrabstwo Kings (ang. Kings County) - jednostka administracyjna kanadyjskiej prowincji Wyspa Księcia Edwarda leżąca na wschodzie prowincji.
Hrabstwo ma 17 990 mieszkańców. Język angielski jest językiem ojczystym dla 97,0%, francuski dla 1,2% mieszkańców (2011).